# Putumayo World Music
La Putumayo World Music è una etichetta discografica statunitense specializzata nel settore della world music. Fondata nel 1993, ha sede a New York, e fa parte del gruppo Putumayo fondato da Dan Storper nel 1975. Storper ha basato la propria filosofia d'impresa sull'idea di associare il marchio "Putumayo" a uno "stile di vita" caratterizzato dall'interesse per la cultura e l'arte etnica e l'amore per i viaggi. Coerentemente, la Putumayo World Music ha anche alcune connotazioni proprie del commercio solidale; in particolare, finanzia progetti di sostegno per le comunità a cui appartengono gli artisti che produce. Negli Stati Uniti, i prodotti Putumayo vengono venduti nei comuni negozi di dischi e in oltre 3500 punti vendita al dettaglio di proprietà del gruppo.
L'etichetta discografica seleziona soprattutto musica etnica orecchiabile, secondo il motto guaranteed to make you feel good! ("è garantito che ti farà sentire bene!"). Le produzioni sono soprattutto raccolte tematiche per genere musicale o area geografica, più raramente monografie su specifici autori; fra queste ultime si possono citare raccolte di brani di Dougie MacLean, Laura Love, Touré Kunda, Dalom Kids, Johnny Clegg, Ricardo Lemvo, Sam Mangwana, Habib Koité, Oliver Mtukudzi, Miriam Makeba, Chico César, Rita Ribeiro, Mariana Montalvo e Kermit Ruffins.